# 吴肃 (1914年)
吴肃（1914年—？），男，山东阳谷人，中华人民共和国政治人物，曾任贵州省革命委员会副主任，贵州省人大常委会副主任，中共八大代表。